# رومالوس (میشیگان)
رومالوس، میشیگان (به انگلیسی: Romulus, Michigan) یک شهر در ایالات متحده آمریکا با جمعیت ۲۳٬۹۸۹ نفر است که در میشیگان واقع شده‌است.